# Santiago Micolta
Santiago Daniel Micolta Lastra (Machala, El Oro, Ecuador; 26 de mayo de 2000) es un futbolista ecuatoriano que juega de delantero y su equipo actual es el Club Deportiva Venados de la Serie A de México.

## Trayectoria
Se inició como futbolista en el Audaz Octubrino. Luego pasó al cuadro de Fuerza Amarilla, con el cual disputó la Copa Sudamericana 2017 y a finales de ese mismo año, sufrió el descenso a la Serie B de Ecuador. Luego de jugar el primer semestre de 2018, precisamente en Fuerza Amarilla, en junio de ese mismo año, fichó en Unión La Calera de la Primera División de Chile, club donde llegó en compañía del argentino Gianluca Simeone, con la misión de reemplazar al también trasandino Brian Fernández, que jugó un semestre en el equipo chileno.

## Selección nacional

### Categorías inferiores
Fue seleccionado ecuatoriano sub-17, con el cual participó en el Campeonato Sudamericano de la Categoría, que se disputó en Chile y a pesar de que su seleccionado, terminó en el último lugar del Hexagonal final del torneo, jugó los 9 partidos de su selección en el torneo, en que anotó 2 goles y los convirtió precisamente en el Hexagonal Final.

#### Participaciones en Sudamericanos
| Campeonato                  | Sede  | Resultado   | Partidos | Goles |
| --------------------------- | ----- | ----------- | -------- | ----- |
| Sudamericano Sub-17 de 2017 | Chile | Sexto lugar | 9        | 2     |
| Sudamericano Sub-20 de 2019 | Chile | Campeón     | 4        | 0     |

## Clubes
| Club              | País    | Año           |
| ----------------- | ------- | ------------- |
| Audaz Octubrino   | Ecuador | 2015 - 2016   |
| Fuerza Amarilla   | Ecuador | 2017 - 2018   |
| Unión La Calera   | Chile   | 2018          |
| Liga de Loja      | Ecuador | 2019          |
| SD Aucas          | Ecuador | 2019 - 2020   |
| Toreros           | Ecuador | 2020-2021     |
| TM Fútbol Club    | México  | 2021-2022     |
| Deportiva Venados | México  | 2022-presente |